# كتلبة بونجية
كتلبة بونجية (الاسم العلمي: Catalpa bungei) هي نوع من النباتات تتبع جنس الكتلبة من الفصيلة البنيونية.